# 조성호 (1969년)
조성호(趙成號, 1969년 7월 17일 ~ , 충청남도 금산군)은 대한민국의 제8대 대전광역시 서구의원이다.

## 학력
- 태평국민학교 졸업
- 동산중학교 졸업
- 명석고등학교 졸업
- 배재대학교 행정학과 졸업
- 한국방송통신대학교 행정학과 3학년 재학중

### 비학위 수료
- 배재대학교 법무행정대학원 행정학 석사 졸업

## 경력
- 대전 명석고등학교 총동문회 이사
- 충청그린문화포럼 회원
- 서구 축구협회 동양축구회 부회장
- 대한복지회 자문위원
- 대전 서부경찰서 자율방범대원
- 대전 서부경찰서 시민경찰연합회 회장
- 355-D 지구 대명라이온스클럽 회장
- 한나라당 대전시당 중앙위원
- 제17대 대통령선거 한나라당 대전광역시 선거대책위원
- 대전유도회 이사 유도5단 용무도 5단
- 서구 축구 연합회 이사
- 중앙위원회 대전시 사무국장
- 대전광역시 장애인컬링협회 고문
- 대한가수협회 대전지회 자문위원
- 동방여중 운영위원회 부위원장
- 2014.07 ~ 2018.06 제7대 대전광역시 서구의회 의원
- 2014.07 ~ 2016.07 제7대 대전광역시 서구의회 전반기 행정자치위원회 위원
- 2014.07 ~ 2016.07 제7대 대전광역시 서구의회 전반기 예산결산위원회 부위원장
- 2014.11 ~ 2014.11 제7대 대전광역시 서구의회 행정자치위원회 행정사무감사 위원
- 2015.11 ~ 2015.11 제7대 대전광역시 서구의회 행정자치위원회 행정사무감사 위원
- 2016.07 ~ 2016.07 제7대 대전광역시 서구의회 전반기 예산결산위원회 위원장 직무대행
- 2016.07 ~ 2018.06 제7대 대전광역시 서구의회 후반기 경제복지위원회 위원장
- 2016.11 ~ 2016.11 제7대 대전광역시 서구의회 경제복지위원회 행정사무감사 위원장
- 2017.11 ~ 2017.11 제7대 대전광역시 서구의회 경제복지위원회 행정사무감사 위원장
- 2018.07 ~ 2020.01 제8대 대전광역시 서구의회 의원
- 2018.07 ~ 2020.01 제8대 대전광역시 서구의회 전반기 예산결산특별위원회 위원
- 2018.07 ~ 2020.01 제8대 대전광역시 서구의회 전반기 행정자치위원회 위원
- 2018.11 ~ 2018.11 제8대 대전광역시 서구의회 행정자치위원회 행정사무감사 위원
- 2019.11 ~ 2019.11 제8대 대전광역시 서구의회 행정자치위원회 행정사무감사 위원

## 수상
- 2015 대한민국 공정사회 발전대상 지방자치 의정부문 대상
- 2017 대전광역시 자원봉사 금장 수상
- 2019 대한민국 공정사회 발전대상 지방자치 의정부문 대상

## 역대 선거 결과
|  | 23.97% |

|  | 33.51% |

|  | 23.06% |